# 木管五重奏曲 (シェーンベルク)
木管五重奏曲（もっかんごじゅうそうきょく）作品26は、アルノルト・シェーンベルクが1923年4月から1924年8月にかけて作曲した作品。ピアノのための組曲作品25（1921年 - 1923年）に続く、全曲を通じて十二音技法を用いた2番目の作品であるが、全4楽章で40分に及ぶ大規模な作品となっている。シェーンベルクが十二音技法を用いた初期の作品はおおよそ伝統的な楽曲形式を採用しているが、この作品もソナタの形式が用いられている。
初演は1924年9月13日（シェーンベルク50歳の誕生日）にウィーンで、シェーンベルクの弟子で娘婿でもあるフェリックス・グライスレの指揮と、ウィーン・フィルハーモニー管弦楽団の管楽器奏者によって行われた。
木管五重奏曲というジャンルを手掛けた作曲家の中では最も大物の一人による作品であり、また十二音技法を全面使用した最初期の作品という点で音楽史上も重要な位置にある。

## 編成
フルート、オーボエ、クラリネット、ホルン、ファゴット

## 構成
1. 豊かな振幅をもって（Schwungvoll） - 2分の2拍子、ソナタ形式。
2. 優雅で快活に　スケルツァンド（Anmutig und heiter; scherzando） - 4分の3拍子。スケルツォ楽章に当たる。
3. ややゆっくりと（Etwas langsam） - 4分の6拍子、三部形式。
4. ロンド - 4分の2拍子。